# JWH-018
JWH-018 är en syntetisk cannabinoid som framkallar en effekt liknande den av THC, både vad gäller berusning och bieffekter.[källa behövs] Drogen har bland annat hittats i örtblandningen "Spice".
JWH-018 är narkotikaklassat i Sverige och ingår i förteckning I.